# Mesoligia centrifasciata
Mesoligia centrifasciata är en fjärilsart som beskrevs av Barend J. Lempke 1965. Mesoligia centrifasciata ingår i släktet Mesoligia och familjen nattflyn. Inga underarter finns listade i Catalogue of Life.